# Integral não elementar
Em matemática, uma antiderivada não elementar de uma função elementar dada é uma antiderivada que não é, ela própria, uma função elementar (ou seja, uma função construída a partir de um número finito de quocientes de funções constantes, algébricas, exponenciais e logarítmicas, usando operações de corpo). Um teorema de Liouville em 1835, forneceu a primeira prova de que antiderivadas não elementares existem. Este teorema também fornece uma base para o algoritmo de Risch para determinar (com dificuldade) quais funções elementares têm antiderivadas elementares. Pode ser mostrado que, se for considerada uma função de qualquer complexidade, a probabilidade de que ela tenha uma antiderivada elementar é muito baixa.[carece de fontes?]
Alguns exemplos de tais funções são:
- {\displaystyle {\sqrt {1-x^{4}}}}
- {\displaystyle \ln(\ln x)\,}
- {\displaystyle {\frac {1}{\ln x}}}[3] (ver integral logarítmica)
- {\displaystyle {\frac {e^{x}}{x}}} (ver integral exponential)
- {\displaystyle e^{e^{x}}\,}
- {\displaystyle e^{-{\frac {x^{2}}{2}}}\,} (ver distribuição normal)
- {\displaystyle \sin(x^{2})} e {\displaystyle \cos(x^{2})} (ver Fresnel integral)

A avaliação de antiderivadas não elementares frequentemente pode ser feita usando a série de Taylor. Isto porque a série de Taylor sempre pode ser integrada como seria feito com um polinômio ordinário (usando o fato de que qualquer série de Taylor é uniformemente convergente dentro de seu raio de convergência), mesmo se não há nenhuma antiderivada elementar da função que gerou a série de Taylor.
No entanto, em alguns casos não é possível usar séries de Taylor. Por exemplo, se a função não for infinitamente diferenciável, não se pode gerar uma série de Taylor. Mesmo se uma série de Taylor puder ser gerada, há uma boa possibilidade de que ele irá divergir e não representar a função que se está tentando antidiferenciar; há ainda as funções a valores reais não analíticas, mas que são infinitamente diferenciáveis (consulte a função bump). Muitas funções que são infinitamente diferenciáveis têm derivadas de ordem superior que são inviáveis de lidar à mão. Nestes casos, não é possível avaliar integrais indefinidas, mas as integrais definidas podem ser avaliadas numericamente, por exemplo, pela regra de Simpson. Existem ainda outros casos (como o da integral gaussiana) onde integrais definidas podem ser avaliadas de forma exata sem métodos numéricos, mas as integrais indefinidas não podem, por falta de uma antiderivada elementar.
As integrais para muitas destas funções podem ser escritas, se forem permitidas as chamadas funções (não elementares) "especiais". Por exemplo, a integral do primeiro exemplo pode ser expressa usando integrais elípticas incompletas do primeiro tipo, a do segundo e do terceiro exemplos usam a integral logarítmica, a do quarto a integral exponencial, e a sexta, a função de erro. Ainda assim, existem funções, tais como {\displaystyle x^{x}} e {\displaystyle \sin(\sin(x))} para as quais não existe nenhuma notação atualmente[carece de fontes?]
para descrever as suas integrais (sem ser com o próprio símbolo de integral).
O fechamento sob a integração do conjunto das funções elementares, é o conjunto das funções liouvillianas.

## Leitura complementar
- Williams, Dana P., NONELEMENTARY ANTIDERIVATIVES, 1 de Dezembro de 1993. Acessado Em 24 De Janeiro De 2014.